# 서울특별시도 제2105호선
서울특별시도 제2105호선(독산 ~ 봉천선)은 서울특별시 금천구 독산동 독산3동주민센터 삼거리와 관악구 봉천동 관악구청을 잇는 서울특별시도이다

## 도로명
- 문성로: 독산3동 주민센터 ~ 신림1교
- 신림로: 신림1교 ~ 신림2교
- 쑥고개로: 신림2교 ~ 관악구청

## 노선
독산3동 주민센터 (독산로) - 난곡우체국 앞 (난곡로) - 난곡터널 - 신림1교 (신림로) - 신림2교 (신림로) - 청룡동 주민센터 - 관악구청 (관악로)